# Turandot (prințesă)

Imagine a unei interpretări a prinţesei Turandot din anul 1922, soprana Adelma.

- Acest articol se referă la personajul Turandot din opera omonimă, Turandot, a compozitorului italian Giacomo Puccini. Pentru alte sensuri, vedeți Turandot (dezambiguizare).

Turandot este o prințesă, personajul principal feminin din opera omonimă de Giacomo Puccini. 